# Vanna Vinci
Pour les articles homonymes, voir Vinci.
Vanna Vinci est une auteure de bande dessinée, illustratrice et enseignante italienne née le 30 avril 1964 à Cagliari.

## Biographie
Vanna Vinci fait des études artistiques à l'Istituto Europeo di Design de Milan, dont elle est diplômée en 1987. Elle exerce d'abord dans la publicité. Ses premières bandes dessinées sont publiées en 1990 dans le journal Fumo di China. Ses créations apparaissent chez Granata Press, Star Comics, Kappa Edizioni, Kodansha, Bonelli, en Italie ou en France aussi bien qu'au Japon ; elle publie dans les pages de Linus des récits sur La Bambina Filosofica, dont un premier album est publié en 2004. En 2015, elle réalise une fresque murale, La Bambina Magritta, sur la promenade dédiée à la bande dessinée européenne à Bruxelles. Les travaux de l'artiste font également l'objet d'une exposition en 2017 à l'Ono Arte Contemporanea de Bologne : I wanna be Vanna – le icone femminili di Vanna Vinci, qui présente les femmes que l'autrice a dessinées, comme Frida Kahlo, Tamara de Lempicka et Luisa Casati.
Elle enseigne à l'Académie des beaux-arts de Bologne et à l'école de bande dessinée « Humpty Dumpty ».
En termes d'influences, Vinci présente des affinités avec le manga, Hugo Pratt, Fred.

## Œuvres en français
- Lillian Browne (scénario et dessin), Soleil Productions, coll. Passages, 
  1. Volume 1[5], 2006  (ISBN 2-84946-418-X) (BNF 40154559)
  2. Volume 2, 2006  (ISBN 2-84946-501-1) (BNF 43463863)
  3. Volume 3, 2006  (ISBN 2-84946-572-0) (BNF 43464076)
- Aïda à la croisée des chemins (scénario et dessin)[6], Dargaud, 2008  (ISBN 978-2-505-00357-1) (BNF 41236731)
- Sophia (scénario et dessin), éd. Dargaud
  1. La Fille en or, 2008  (ISBN 978-2-505-00368-7) (BNF 41342946)
  2. Dans Paris, ville hermétique , 2009  (ISBN 978-2-505-00512-4) (BNF 41415503)
- Chats Noirs, Chiens Blancs (scénario, dessin et couleurs)[7], Dargaud
  1. Réminiscences parisiennes, 2009  (ISBN 978-2-505-00675-6) (BNF 42057566)
  2. Chemin faisant, 2010  (ISBN 978-2-505-00934-4) (BNF 42281210)
  3. Intégrale, 2013  (ISBN 978-2-505-01634-2) (BNF 43521731)
- La petite peste philosophe : anatomie d'une débâcle, Marabulles, 2012  (ISBN 978-2-501-08095-8) (BNF 42748363)
- La Casati, la muse égoïste (scénario, dessin et couleurs)[8], Dargaud, 2013  (ISBN 978-2-505-01653-3) (BNF 43521585)
- La petite peste philosophe ne s'arrange pas : elle a péché en pensée, en parole, par action et par omission, Marabulles, 2013  (ISBN 978-2-501-08305-8) (BNF 43545979)
- Tamara de Lempicka, icône de l'art déco (scénario, dessin et couleurs), Nouveau monde éditions, 2015  (ISBN 978-2-369-42287-7) (BNF 45082659)
- Frida, petit journal intime illustré (scénario, dessin et couleurs)[9], éd. Chêne, 2017  (ISBN 978-2-8123-1725-5) (BNF 45376302)
- Callas, je suis Maria Callas (scénario, dessin et couleurs)[10], Marabout coll. Marabulles, 2019  (ISBN 978-2-501-13320-3) (BNF 45764189)

## Récompenses
- 1999 : Prix Yellow Kid du meilleur dessinateur de bande dessinée[2] ;
- 2001 : prix Romics (meilleure œuvre d'école européenne) : L'età salvaggia[11] ;
- 2005 : prix Gran Guinigi du meilleur dessinateur[12].
- 2015 : prix Boscarato du meilleur auteur[11].